# Rhagium iranum
Rhagium iranum là một loài bọ cánh cứng trong họ Cerambycidae.